# التاج الأحمر
التاج الأحمر أو دشرت من المصرية القديمة، كان الاسم الرسمي للتاج الأحمر لـ مصر السفلى وللأرض الحمراء الصحراوية على جانبي وادي النيل. عندما يقترن دشرت (التاج الأحمر) بـ هيدجيت التاج الأبيض لـ مصر العليا، فإنه يشكل بشينت (التاج المزدوج)، في اللغة المصرية القديمة يسمى سيكمتي.

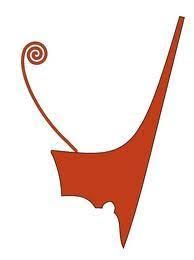
التاج الأحمر

تم استخدام التاج الأحمر في الكتابة الهيروغليفية المصرية في النهاية كحرف عمودي «ن». كانت الهيروغليفية الأصلية «ن» من عصر ما قبل الأسرات، والمملكة المصرية القديمة هي العلامة التي تصور تموجات الماء.

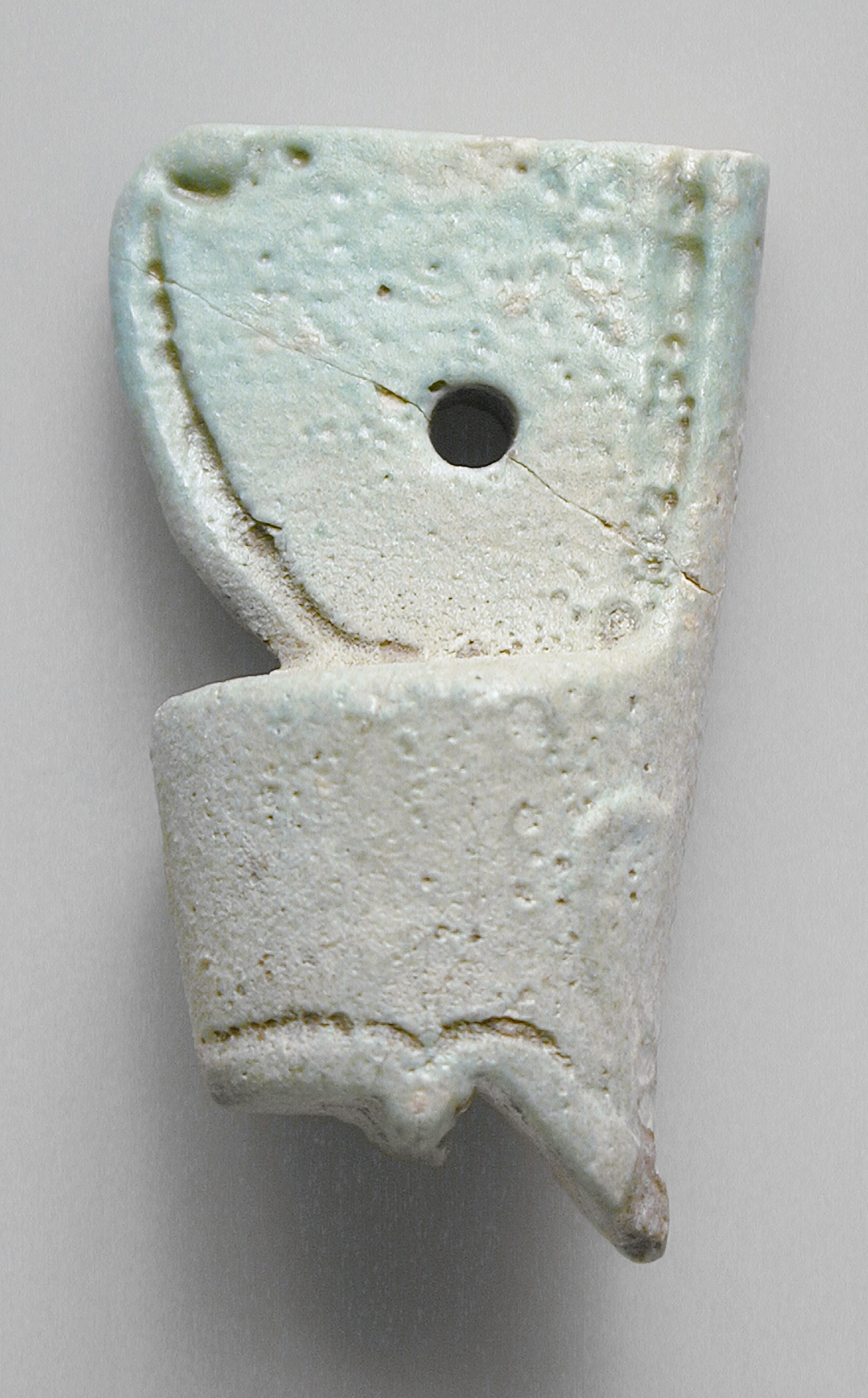
تميمة التاج الأحمر

الإلهة المصرية القديمة نيث ترتدي التاج الأحمر

## الدلالة
في الأساطير، إله الأرض جب، الحاكم الأصلي لمصر، منح حورس الحكم على مصر السفلى. كان الملوك المصريون، الذين رأوا أنفسهم خلفاء حورس، يرتدون دشرت للدلالة على سلطتهم على مصر السفلى. ارتدى آلهة أخرى تاج دشرت أيضًا، مثل آلهة الثعبان الواقية وادجيت والإلهة الخالقة سايس، نيث، الذي غالبًا ما يظهر مرتديًا التاج الأحمر.

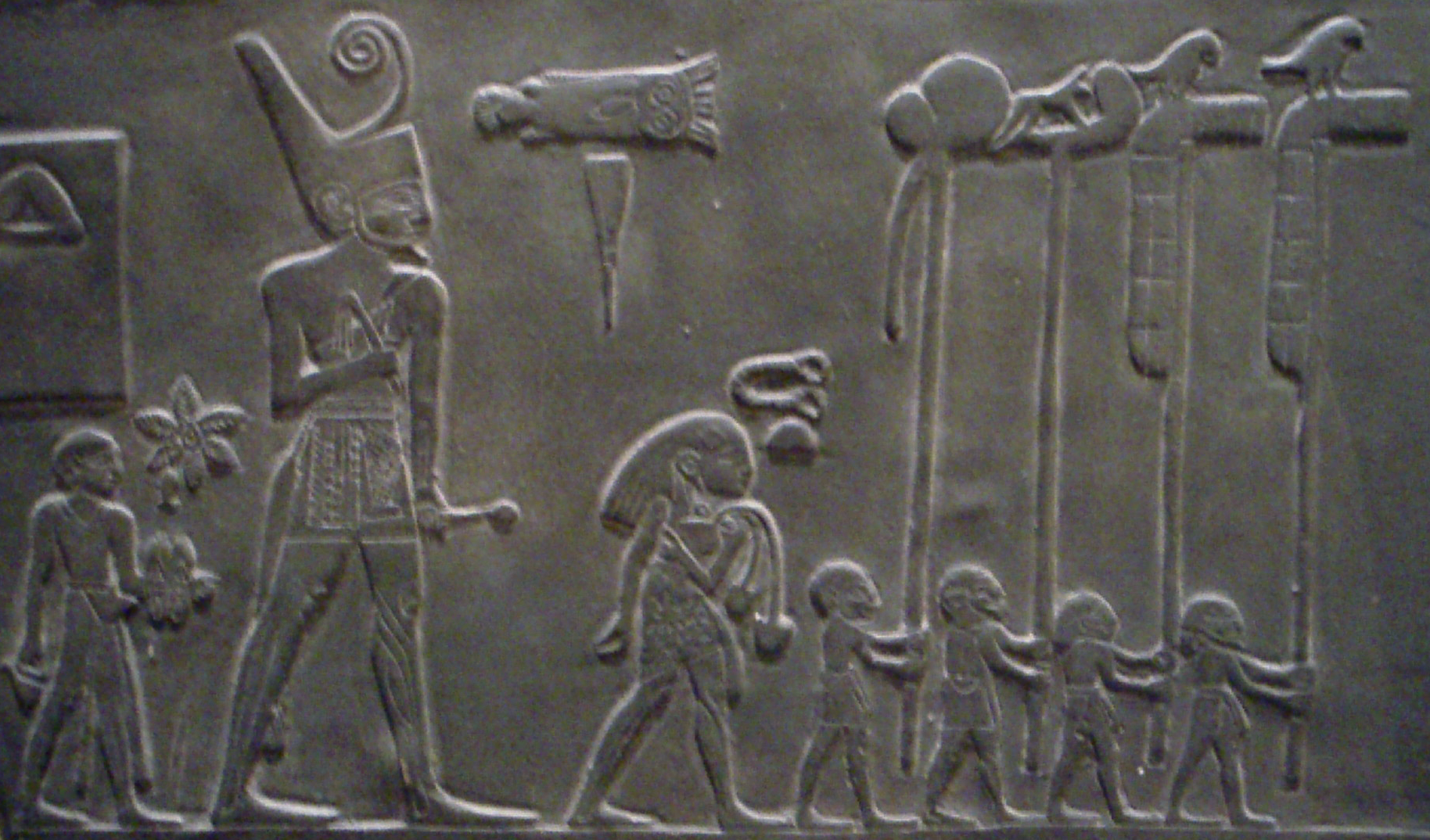
نارمر يرتدي التاج الأحمر

تم دمج التاج الأحمر لاحقًا مع التاج الأبيض من مصر العليا لتشكيل التاج المزدوج، الذي يرمز إلى الحكم على كل الأرضين.
فيما يتعلق بـ دشرت كانت تعرف بالأراضي الحمراء التي تضم الصحاري والأراضي الأجنبية المحيطة بمصر، ست سيدها. كانت تعتبر منطقة فوضى، بدون قانون ومليئة بالمخاطر.

## السجلات
لم يتم العثور على التاج الأحمر. تشير العديد من التمثيلات القديمة إلى أنها كانت منسوجة مثل سلة من ألياف نباتية مثل العشب أو القش أو الكتان أو سعف النخيل أو القصب.
كثيرا ما يذكر التاج الأحمر في النصوص ويصور في النقوش والتماثيل. أحد الأمثلة المبكرة على ذلك هو تصوير الفرعون المنتصر وهو يرتدي ديشرت على لوحة نارمر. ملصق من عهد الملك جر يسجل زيارة ملكية إلى ضريح الدشريت الذي ربما كان موجودًا في بوتو في دلتا النيل.
حقيقة أنه لم يتم العثور على تاج مدفون مع أي من الفراعنة، حتى في المقابر السليمة نسبيًا، قد تشير إلى أنه تم نقله من وصي إلى آخر، كما هو الحال في الملكيات الحالية.

## تسجيل صوتي
| N |

| N |

ديشرت في مصر القديمة التاج الأحمر، هو واحد من أقدم الرموز الهيروغليفية المصرية. كعنصر أيقوني، يتم استخدامه على لوحة الشهيرة لفرعون نارمر كـ "" التاج الأحمر للدلتا "".
كان أول استخدام للتاج الأحمر في الأيقونات كرمز لـ مصر السفلى مع دلتا النيل، والحرف الأفقي «ن». في وقت لاحق تم استخدامه في اللغة المصرية كـ الأبجدية في شكل عمودي للحرف «ن» باعتباره صوت أو حرف جر. أصبحت وظيفية في تشغيل النصوص الهيروغليفية، حيث يلبي حرف الجر الأفقي أو الرأسي متطلبات المساحة.
كلا الشكلين الرأسي والأفقي عبارة عن مرادفات حرف، مع الحرف الأفقي ن، يكون أكثر شيوعًا، وكذلك أكثر شيوعًا لتشكيل أجزاء من اللغة المصرية الكلمات التي تتطلب ال صوت 'ن'.
يستخدم التاج الأحمر أيضًا باعتباره محددًا، وعلى الأخص في كلمة ديشرت. كما أنها تستخدم في كلمات أو أسماء الآلهة الأخرى.
؛ استخدم في حجر رشيد

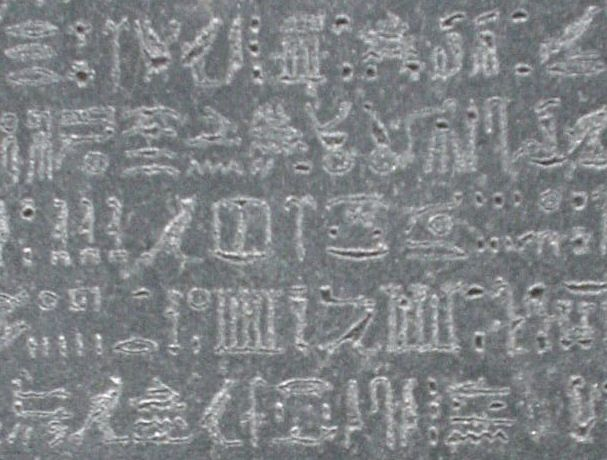
حجر رشيد استخدام Red Crown ، وليس كحرف جر: جزء من بشينت - التاج المزدوج، وجزءان من "" «تاوي»، اسم مصر العليا والسفلى

في عام 198 قبل الميلاد حجر رشيد، استخدم «التاج الأحمر» مثل الهيروغليفية في الغالب الشكل الرأسي لـ حرف الجر «ن». في النص الجاري، لا تكون نهايات الكلمات دائمًا في نهاية كتل هيروغليفية؛ عندما تكون في النهاية، فإن الانتقال البسيط لبدء الكتلة التالية هو فاصل رأسي، في هذه الحالة حرف الجر، عمودي ن، (وبالتالي توفير مساحة).
نظرًا لأن بداية الكتلة الهيروغليفية التالية يمكن أيضًا أن تبدأ بحرف «ن» أفقي في أسفل الكتلة السابقة، ينبغي التفكير في اختيار «ن» الرأسي أيضًا للتأثير المرئي؛ بمعنى آخر، ينشر بصريًا النص الجاري للكلمات، بدلاً من تكديس حروف الجر الأفقية في نص أكثر إحكامًا. بصريًا، إنها أيضًا هيروغليفية تشغل مساحة أكبر - (مقابل نوع الخط المستقيم لـ «تموج الماء» الأفقي)؛ لذلك قد يكون له غرض مزدوج لنص أقل إحكاما، وأفضل مقطع - الانتقال إلى الكلمات التالية.
تم استخدام الهيروغليفية للتاج الأحمر 35 مرة في حجر رشيد. 4 مرات فقط يتم استخدامه كحرف جر. يبلغ متوسط استخدام الخط مرة واحدة في السطر 36 حجر رشيد.

## اقرأ أيضا
- التاج الأبيض
- عقرب الثاني
- نارمر